# Cirsium umezawanum
Cirsium umezawanum là một loài thực vật có hoa trong họ Cúc. Loài này được Kadota mô tả khoa học đầu tiên năm 1998.